# Above and Beyoncé – Video Collection & Dance Mixes
Above and Beyoncé – Video Collection & Dance Mixes – album amerykańskiej piosenkarki rhythm and bluesowej Beyoncé Knowles, złożony z remiksów oraz teledysków. Ukazał się 16 czerwca 2009 roku wyłącznie w Stanach Zjednoczonych i stanowił ekskluzywne wydanie dla sieci Wal-Mart. Dysk z remiksami był pierwszą płytą wokalistki poświęconą muzyce elektronicznej.
Album rozszedł się w Stanach Zjednoczonych w ponad 87.000 kopii.

## Wydanie
DVD/CD stanowi ekskluzywne wydanie dla sieci Wal-Mart i dostępne jest wyłącznie w Stanach Zjednoczonych, Kanadzie i Japonii. Dysk pierwszy składa się z teledysków nakręconych do utworów z I Am... Sasha Fierce. Wideo „Sweet Dreams” miało w założeniu również zostać załączone do albumu, jednak nie zostało ukończone na czas i w zamian na Above and Beyoncé ukazał się teledysk „Broken-Hearted Girl”. Jednocześnie na płycie znajduje się materiał zza kulis filmowania „Sweet Dreams”, a także remiks piosenki. 16 czerwca 2009 roku CD stało się dostępne przez iTunes.
15 czerwca 2009 roku w programie Access Granted premierę miał specjalny materiał zza kulis oraz odbyła się światowa premiera teledysku do remiksu „Ego” z udziałem Kanye Westa.
18 sierpnia 2009 Above and Beyoncé miał premierę w Irlandii i Wielkiej Brytanii, ponieważ był częścią platynowej edycji I Am... Sasha Fierce w tych krajach. Poza tym dysk z miksami włączony został do edycji platynowej I Am... w Japonii.

## Lista utworów

### Dysk wideo,Video Collection
| Lp. | Tytuł                                 | Reżyser                           | Długość |
| --- | ------------------------------------- | --------------------------------- | ------- |
| 1.  | „If I Were a Boy”                     | Jake Nava                         | 5:06    |
| 2.  | „Single Ladies (Put a Ring on It)”    | Jake Nava                         | 3:19    |
| 3.  | „Diva”                                | Melina Matsoukas                  | 4:06    |
| 4.  | „Halo”                                | Philip Andelman                   | 3:45    |
| 5.  | „Broken-Hearted Girl”                 | Sophie Muller                     | 4:40    |
| 6.  | „Ego” (remiks feat. Kanye West)       | Beyoncé Knowles, Frank Gatson Jr. | 4:53    |
| 7.  | „Ego” (ekskluzywne wydanie dla fanów) | Beyoncé Knowles, Frank Gatson Jr. | 3:57    |
| 8.  | Materiał zza kulis                    | Ed Burke                          | 19:02   |
| 9.  | Napisy końcowe                        | N/A                               | 0:30    |

### Dysk drugi,Dance Mixes
| Lp. | Tytuł                                                                             | Długość |
| --- | --------------------------------------------------------------------------------- | ------- |
| 1.  | „If I Were a Boy” (Maurice Joshua Mojo UK Remix)                                  | 6:29    |
| 2.  | „Single Ladies (Put a Ring on It)” (DJ Escape & Tony Coluccio Remix Club Version) | 6:57    |
| 3.  | „Diva” (Karmatronic Club Remix)                                                   | 5:08    |
| 4.  | „Halo” (Dave Audé Club Remix)                                                     | 8:55    |
| 5.  | „Broken-Hearted Girl” (Catalyst Remix)                                            | 4:46    |
| 6.  | „Ego” (OK DAC Remix)                                                              | 6:29    |
| 7.  | „Sweet Dreams” (Harlan Pepper & AG III Remix)                                     | 6:43    |
| 8.  | „Ego” (Remix feat. Kanye West)                                                    | 4:44    |

## Pozycje na lisatch
| Lista (2009)                | najwyższa pozycja |
| --------------------------- | ----------------- |
| U.S. Billboard 200          | 35                |
| U.S. Top R&B/Hip-Hop Albums | 23                |
| U.S. Top Electronic Albums  | 2                 |